# Testuggine romana

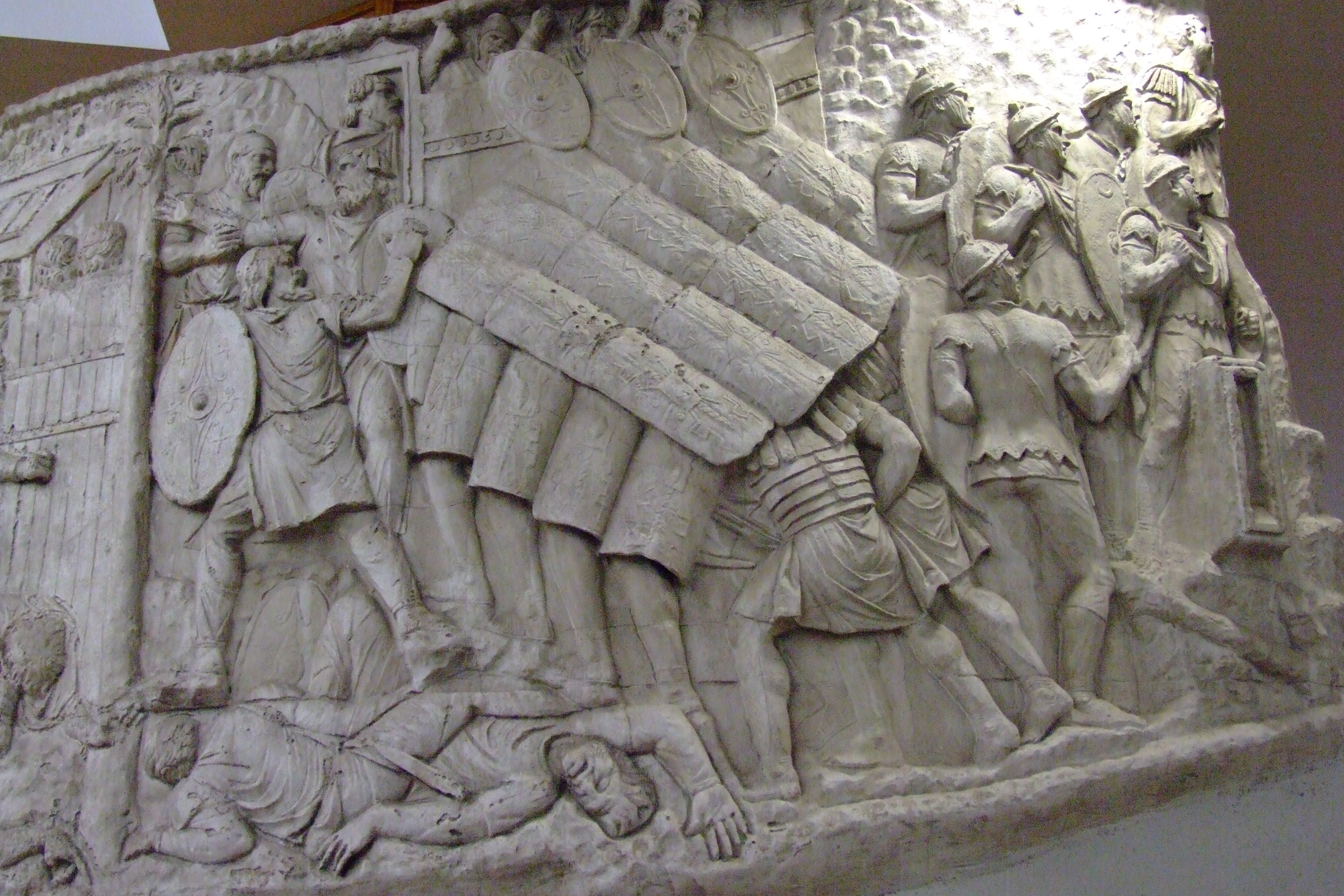
Formazione a testuggine presente su una incisione di una Colonna Traiana

La testuggine romana era una formazione di fanteria caratteristica dell'esercito romano. Schieramento di grande complessità, richiedeva notevole coordinamento collettivo. Era ideato appositamente per un drappello di legionari, armati con il gladio e, in particolare, con l'ampio e robusto scudo quadrangolare in dotazione alle legioni. Dava il grande vantaggio di poter avanzare fino al contatto con le prime file nemiche riparandosi da frecce e proiettili e occultando il reale numero dei componenti, in modo da generare un effetto sorpresa. Grazie alla protezione che offriva, questa formazione era particolarmente usata durante gli assedi.

## Descrizione
Plutarco e Cassio Dione descrivono questa formazione come adoperata da Marco Antonio durante la sua invasione della Partia nel 36 a.C.

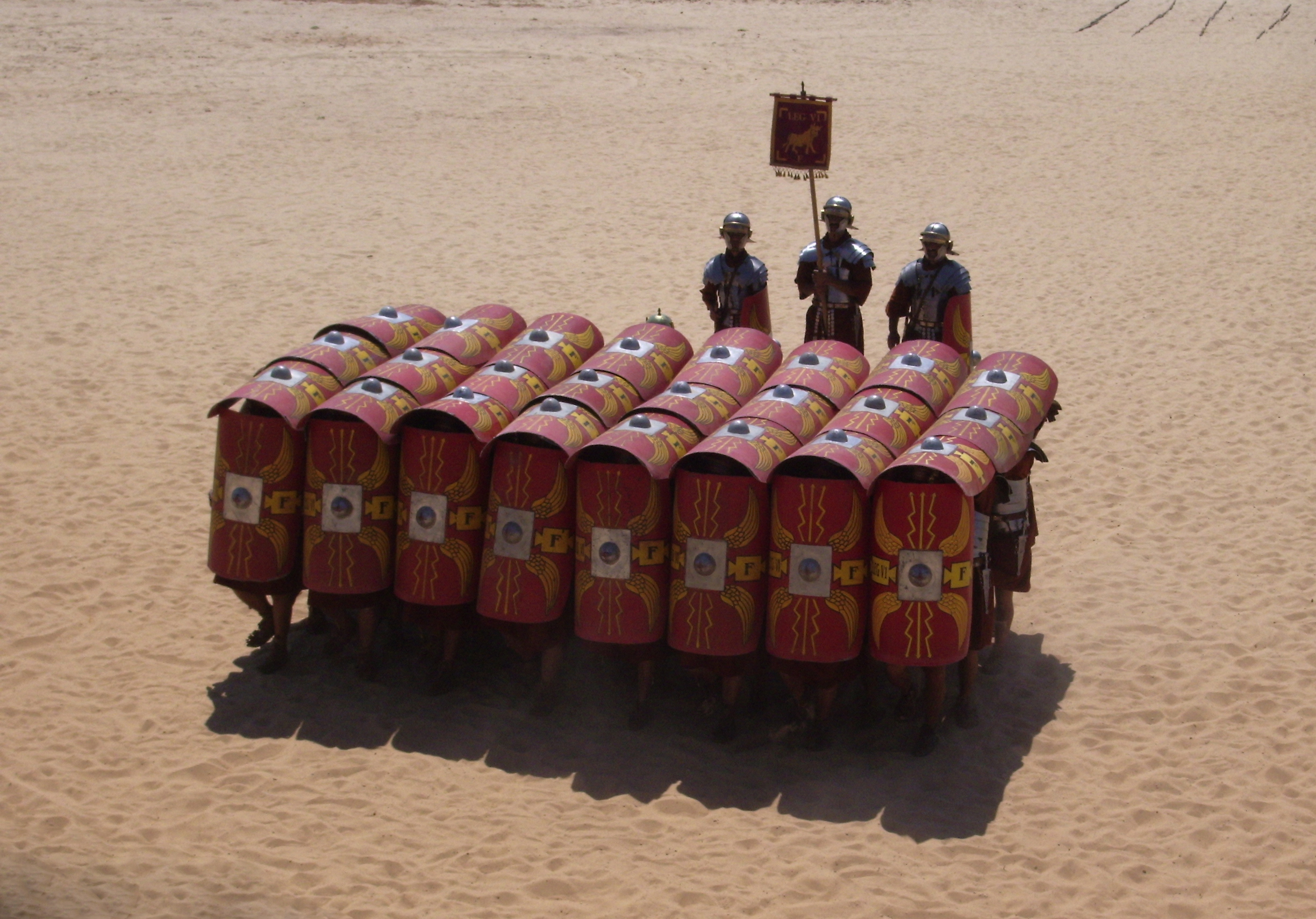
Ricostruzione della formazione a testuggine

Nello schieramento, di forma rettangolare o quadrata, si susseguivano più file di fanti pesanti, dotati dei caratteristici grandi scudi rettangolari e allineati spalla a spalla. I soldati della prima fila tenevano gli scudi a protezione frontale, in modo da formare una barriera senza soluzione di continuità. Lo stesso facevano i componenti laterali dello schieramento, mentre all'interno dello stesso, a partire dalla seconda fila e a file alternate, gli scudi venivano tenuti sollevati in modo da proteggere in alto i fanti sottostanti sia della fila immediatamente precedente che di quella immediatamente successiva. In questo modo si presentava al nemico una massa compatta e protetta in modo impenetrabile (gli unici lati vulnerabili erano quello posteriore e quello inferiore, corrispondente alle gambe dei soldati) somigliante al carapace delle tartarughe, da cui il nome di testuggine. I legionari potevano così marciare in modo sicuro e agevole, senza affaticarsi, fino a una distanza minima dalle linee nemiche, quando lo schieramento veniva rotto e si iniziava il combattimento corpo a corpo.

## Tattica
L'uso principale della testuggine era la protezione dei soldati da vari tipi di proiettili. Poteva essere formata sia da soldati stazionari, sia da soldati in marcia; Cassio Dione riporta che essa era così resistente che era possibile camminarvi sopra, e addirittura, in caso di avvallamenti o fossati nel terreno, farvi passare sopra animali da soma e carri.
Il principale svantaggio della testuggine era la sua densità, che impediva i movimenti in caso di combattimento corpo a corpo; inoltre, per mantenerne l'integrità era necessario che i soldati si muovessero in perfetto unisono al comando dei centurioni, sacrificando la velocità. Nella forma di "foulkon", che impiegava una intera chiliarchia di 650 skutatoi (fanti corazzati) e 350 toxotai (fanti leggeri), questa formazione ebbe un ruolo molto importante nelle tattiche dell'esercito dell'impero romano d'oriente contro i propri nemici.
Il Foulkon è descritto nello "Strategikon", un manuale dell'arte militare del VI sec. DC, attribuito all'imperatore romano d'oriente Maurizio.
In particolare nel XII capitolo dedicato agli schieramenti della fanteria, al paragrafo 16 intitolato "come svolgere le suddette manovre" possiamo leggere alcuni importanti dettagli grazie alla traduzione in italiano di Giuseppe Cascarino:

... Bisogna stringere o chiudere i ranghi quando lo schieramento giunge a due o tre tiri d'arco da quelli del nemico e si vuole caricare. Il comando è: "junge" (serrare i ranghi) e stringendo i ranghi si chiude verso il centro sia in profondità sia in larghezza, in modo che gli uomini schierati davanti, partendo dai fianchi, si avvicinino tra loro fino a toccare i bordi degli scudi, mentre quelli schierati dietro gli stanno quasi attaccati addosso. Questa manovra può essere eseguita sia quando lo schieramento è in marcia sia quando è fermo. Bisogna ordinare ai serrafila di spingere da dietro gli uomini davanti e di tenerli allineati, se necessario, per impedire che qualcuno rimanga fermo per la paura.
Gli uomini devono avanzare nella formazione di "foulkon" quando i due schieramenti, il nostro e quello nemico, stanno per entrare in contatto,  quando inizia il lancio delle frecce e quando gli uomini schierati in prima linea non indossano cotte di maglia o protezioni alle ginocchia. Il comando è: " Ad fulcon" . Gli uomini schierati in prima fila si stringono fino ad accostare i bordi dei loro scudi, coprendo completamente il ventre fino alle caviglie mentre quelli dietro di loro tenendo gli scudi alzati e appoggiandoli sui bordi degli scudi di quelli davanti, coprono i loro petti e i loro volti, e in questo modo muovono all'attacco.
Quando serrati opportunamente  i ranghi col nemico ...

La testuggine non era invincibile: sempre Cassio Dione dà notizia di una testudo sconfitta da una forza di catafratti e arcieri a cavallo dei Parti nella battaglia di Carre:
"Perché se [i legionari] decidevano di serrare gli scudi con lo scopo di evitare le frecce grazie alla loro protezione, [i catafratti] subito li prendevano d'assalto, abbattendone qualcuno, e quanto meno disperdendo gli altri; mentre se allargavano i ranghi per evitarlo, venivano colpiti dalle frecce."